# Waldron, Michigan
Waldron är ett municipalsamhälle (village) i Hillsdale County i Michigan i USA. Vid 2020 års folkräkning hade Waldron 505 invånare.